# President Lincoln
Die President Lincoln war ein 1907 in Dienst gestellter Transatlantik-Passagierdampfer der deutschen HAPAG-Reederei, der für den Passagier- und Postverkehr zwischen Hamburg und New York eingesetzt wurde. 1914 in den USA interniert, diente er ab Juli 1917 als Truppentransporter der United States Navy. Am 31. Mai 1918 wurde die President Lincoln im Nordatlantik auf Position 48° 4′ 49″ N, 15° 9′ 13,3″ W von einem deutschen U-Boot versenkt.

## Dienstzeit als HAPAG-Dampfer
Das 18.084 BRT große Dampfschiff President Lincoln lief am 8. Oktober 1903 bei Harland & Wolff im nordirischen Belfast vom Stapel. Es sollte ursprünglich auf den Namen Scotian getauft und für die britische Reederei Leyland Line mit Sitz in Liverpool in Dienst gestellt werden. Die seit 1873 existierende Leyland Line war 1901 vom Schifffahrtstrust International Mercantile Marine Company (IMMC) des einflussreichen US-amerikanischen Bankiers J. P. Morgan aufgekauft und 1904 in diesen eingegliedert worden. Der Leyland Line wurde der europäische Teil der International Navigation Company zugesprochen, dafür musste sie aber ihren Mittelmeerdienst beenden.
Gleich nach dem Zusammenschluss mit der IMMC wurden bei Harland & Wolff zwei neue Schwesterschiffe für den Nordatlantikdienst der Wilson, Furness & Leyland Line in Auftrag gegeben, die mit über 18.000 BRT die bis dahin größten Schiffe der Leyland Line waren. Diese waren die Scotian und die Servian, die zwei Monate später vom Stapel lief. Die beiden Dampfer waren über 180 Meter lang und über 20 Meter breit. Sie hatten jeweils einen Schornstein, sechs Masten, zwei Propeller und wurden mit zwei Vierfachexpansions-Dampfmaschinen angetrieben, die sie auf bis zu 14 Knoten beschleunigen konnten. Sie waren die beiden einzigen Passagierschiffe mit sechs Masten, die je gebaut wurden. Die Scotian konnte 202 Passagiere der Ersten, 153 der Zweiten, 788 der Dritten und 2300 der Vierten Klasse befördern.
Nach ihrem Stapellauf lagen die Scotian und Servian in unvollendetem Zustand drei Jahre lang ungenutzt im Musgrave Channel bei Belfast, da der geplante Nordatlantikservice der Wilson, Furness & Leyland Line nie zustande kam. 1906 wurden die beiden Dampfer schließlich von der HAPAG gekauft und in President Lincoln (ex Scotian) und President Grant (ex Servian) umbenannt. Am 14. Mai 1907 wurde die President Lincoln fertiggestellt, und am 1. Juni 1907 legte sie in Hamburg zu ihrer Jungfernfahrt über Boulogne-sur-Mer und Southampton nach New York ab.

## Als US-Truppentransporter

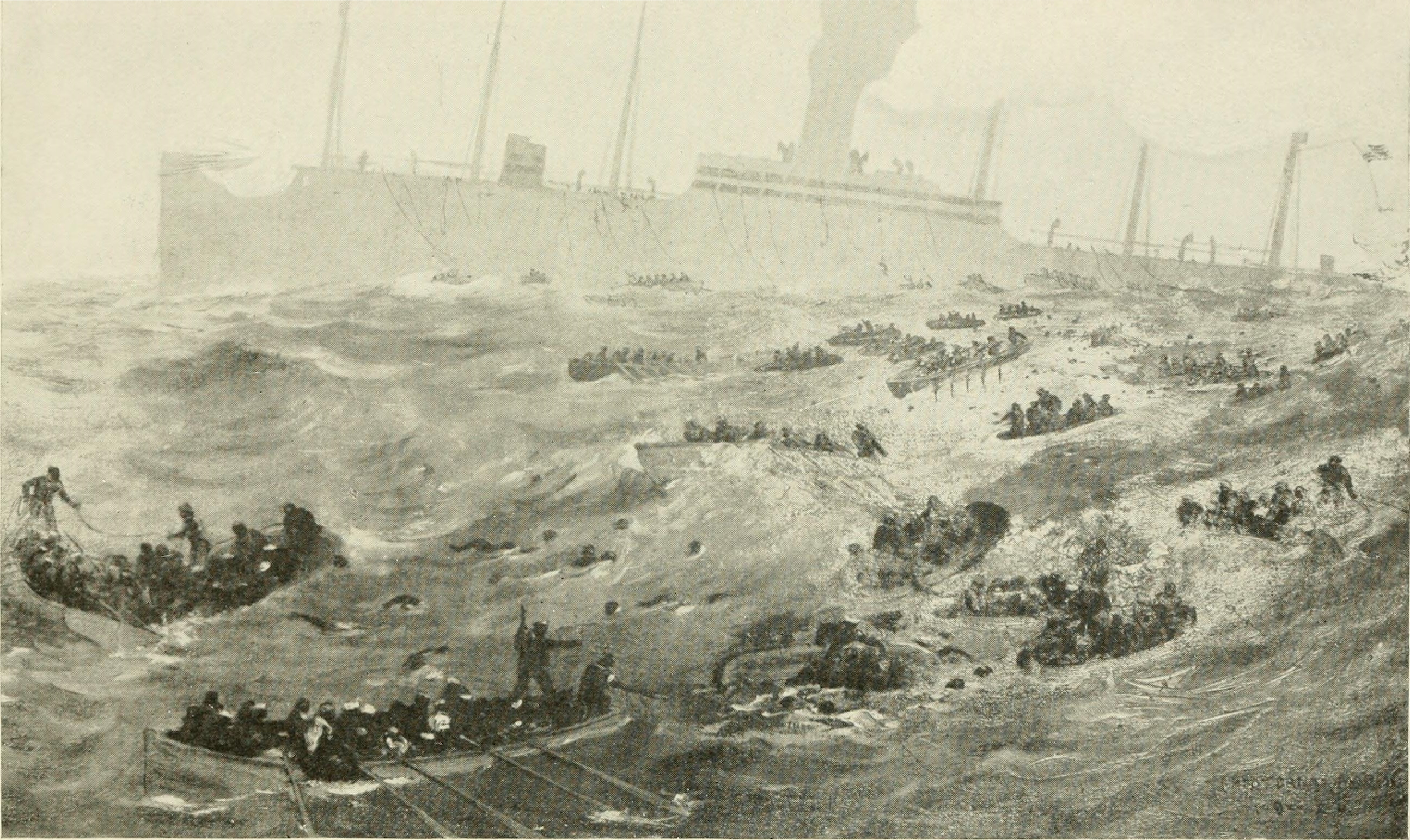
Der Untergang der President Lincoln (Zeichnung, 1922)

Am 25. Juli 1914 legte sie in Hamburg zu ihrer letzten Fahrt für die  HAPAG ab. Nach ihrer Ankunft in New York am 5. August wurde die President Lincoln in Hoboken (New Jersey) interniert und lag fast drei Jahre ungenutzt im Dock. Am 6. April 1917 wurde sie direkt nach dem Kriegseintritt der Vereinigten Staaten von der US-Regierung beschlagnahmt. Da sie von ihrer ehemaligen deutschen Mannschaft erheblich beschädigt worden war, wurde sie bei der Robins Dry Dock & Repair Company am Lake Erie Basin in Brooklyn einer umfangreichen Instandsetzung unterzogen.
Am 25. Juli 1917 wurde sie ohne die sonst übliche ID-Nummer als Truppentransporter in den Dienst der United States Navy gestellt. Neuer Kommandant wurde Commander Yates Sterling, Jr. Die President Lincoln vollendete bis Mai 1918 vier Truppenfahrten von New York nach Frankreich und transportierte dabei etwa 23.000 US-Soldaten, die in Brest und Saint-Nazaire an Land gebracht wurden.
Am 10. Mai 1918 legte sie in New York zu ihrer fünften Fahrt als Truppenschiff ab. Am 23. Mai erreichte sie Brest, wo sich die Truppen ausschifften. Am 29. Mai lief sie mit 715 Besatzungsmitgliedern und Soldaten an Bord wieder aus Brest aus und wurde dabei von den Truppentransportern USS Rijndam, USS Susquehanna und USS Antigone begleitet. Bei Sonnenuntergang am 30. Mai 1918, als man davon ausging, die Gefahrenzone hinter sich gebracht zu haben, löste sich der Geleitzug auf und die vier Schiffe machten sich einzeln auf den Rückweg in die Vereinigten Staaten.
Gegen 09.00 Uhr am 31. Mai wurde die President Lincoln auf dem Nordatlantik, etwa 600 Meilen von Brest entfernt, von drei Torpedos des deutschen U-Boots SM U 90 getroffen, das sich unter dem Kommando von Kapitänleutnant Walter Remy auf Feindfahrt befand. Das Schiff sank in 20 Minuten. 26 Menschen kamen dabei ums Leben. Ein Mann, Lieut. Edouard Izac, wurde als Gefangener an Bord von U 90 genommen. Die Überlebenden wurden in der Nacht von den US-Zerstörern Warrington und Smith aufgenommen, die sie am 2. Juni in Brest landeten. Die President Lincoln war das größte Schiff, das U 90 in seiner Dienstzeit versenkte.